# Playa prohibida
 Playa prohibida es una película mexicana, rodada en localizaciones de Acapulco, Guerrero, México y estrenada el 24 de enero de 1985. Dirigida por Enrique Gómez Vadillo.

## Argumento
Historia sobre una mujer viuda que pasa las vacaciones en la playa acompañada de sus dos hijos. Pronto conoce a un hombre, un guapo ingeniero del que se enamora, despertando el recelo en su hijo mayor.

## Reparto
| Actor             | Persopnaje        |
| ----------------- | ----------------- |
| Sasha Montenegro  | Elena del Marco   |
| José Alonso       | Carlos Cuevas     |
| Jaime Garza       | Andrés            |
| Óscar Alejandro   | Miguel del Marco  |
| Luis Mario Quiroz | Armando del Marco |
| Isaura Espinoza   | Carmen            |
| Claudio Báez      | Sergio            |
| Donald Cloug      | David             |
| Rosalia Goyco     | Carmela           |
| Carla Ivonne      |                   |